# Nectria atrofusca
Nectria atrofusca är en svampart som först beskrevs av Ludwig David von Schweinitz, och fick sitt nu gällande namn av Ellis & Everh. 1892. Nectria atrofusca ingår i släktet Nectria och familjen Nectriaceae.   Inga underarter finns listade i Catalogue of Life.